# セミョン・ポルタフスキー
セミョン・ウラジーミロヴィチ・ポルタフスキー（ロシア語: Семён Владимирович Полтавский、1981年2月8日 - ）は、ロシアの男子バレーボール選手。ウクライナ・オデッサ出身。ポジションはオポジット。元ロシア代表。

## 来歴
ユース、ジュニア代表として出場した1999年ジュニア世界選手権、1999年ユース世界選手権で金メダルを獲得し、2000年に世界選手権ユースチームのベストアタッカーとベストサーバー選出される。
2001年、ロシア・スーパーリーグのバルティカ・サンクトペテルブルクに入団、2002年にイタリア・セリエAのモンティキアーリへ移籍。翌年からスーパーリーグのディナモ・モスクワに所属し、2006年と2008年のリーグ優勝とロシア・カップ優勝の2冠に貢献した。
2002年、ロシア代表に選出。2007年に3つの国際大会で銀メダルを獲得した、新生ロシアナショナルチームのオポジットとして活躍し、強烈なジャンプサーブを武器に、2007年ワールドカップでベストサーバー賞、2007年ワールドリーグでベストサーバー賞とベストスコアラー賞、2007年欧州選手権でベストサーバー賞とMVPを獲得した。
翌2008年北京オリンピックに出場。決勝リーグではマキシム・ミハイロフの控えに回り、ワンポイントブロッカーとしての出場にとどまったものの、銅メダルを獲得した。
2009-2010年欧州チャンピオンズリーグではディナモ・モスクワの準優勝に貢献。2010年5月、7シーズン在籍したディナモを離れ、ヤロスラヴィチ・ヤロスラヴリへ移籍した。
2016年、現役引退。

## 球歴
- オリンピック - 2008年（銅メダル）
- 世界選手権 - 2006年（7位）、2010年（5位）
- ワールドカップ - 2007年（銀メダル）
- ワールドリーグ - 2007年（準優勝）、2006年、2008年、2009年（3位）
- 欧州選手権 - 2007年、2005年（準優勝）、2003年（3位）

## 所属クラブ
- バルティカ・サンクトペテルブルク （2001-2002年）
- ガベカ・モンティキアーリ （2002-2003年）
- ディナモ・モスクワ （2003-2010年）
- ヤロスラヴィチ・ヤロスラヴリ（2010-2011年）
- ファケル・ノヴィ・ウレンゴイ（2011-2012年）
- ディナモ・モスクワ （2012-2013年）
- ヤロスラヴィチ・ヤロスラヴリ（2013-2014年）
- ディナモ・クラスノダール（2015-2016年）